# Аускультация

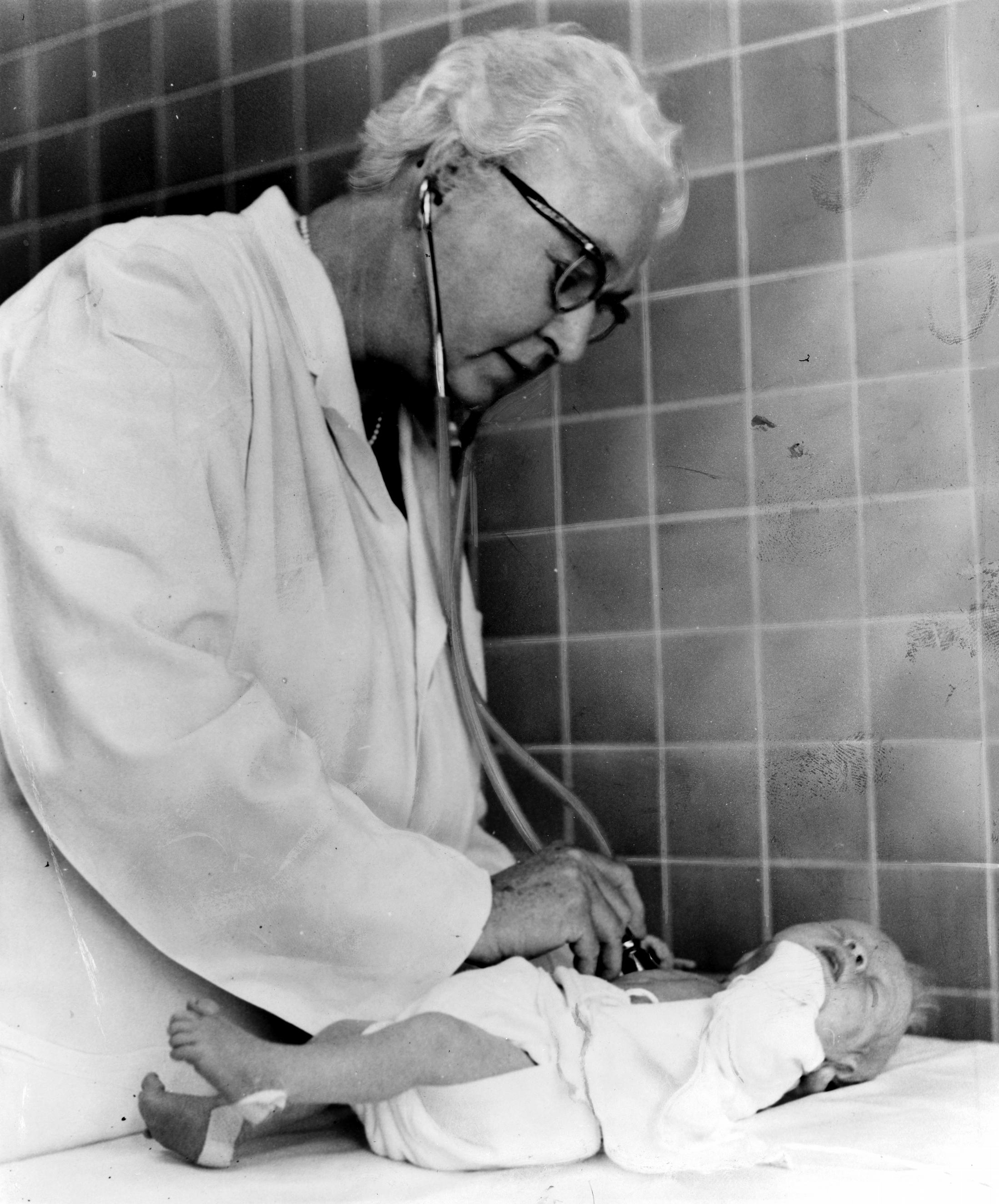
Вирджиния Апгар аускультирует младенца

Аускульта́ция (лат. auscultatio «выслушивание») — физикальный метод медицинской диагностики, заключающийся в выслушивании звуков, образующихся в процессе функционирования внутренних органов. Аускультация бывает прямой — проводится путём прикладывания уха к прослушиваемому органу, и непрямой — с помощью фонендоскопа или стетоскопа.
Аускультация также используется в технике для диагностики состояния узлов и агрегатов машин и механизмов.

## История

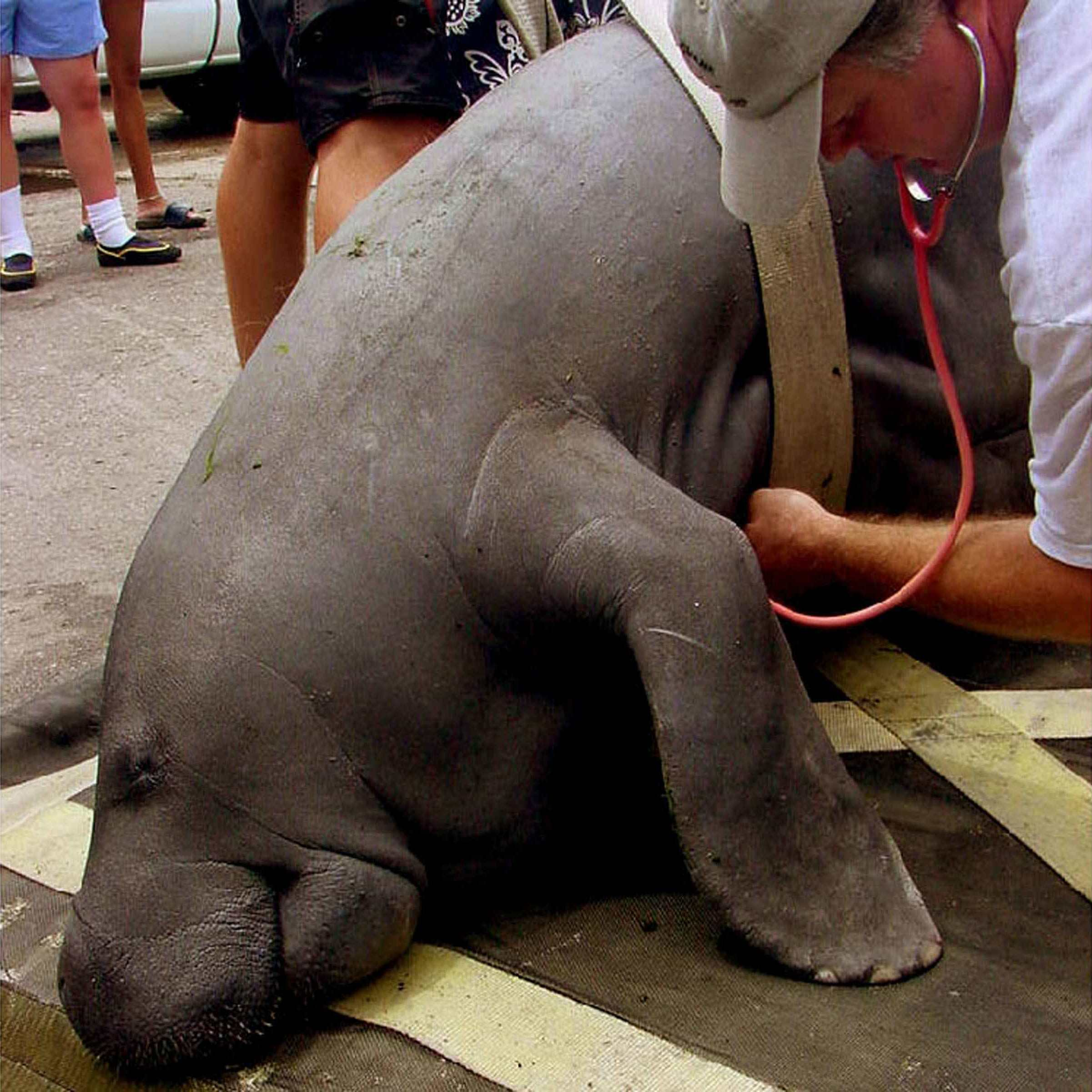
Аускультация ветеринаром обыкновенного ламантина

Первые упоминания об аускультации встречаются ещё в трудах Гиппократа — имеются указания на шум трения плевры, о влажных хрипах в лёгких, шуме плеска. Выслушивание сердца было впервые введено во II веке до н. э. греческим врачом Аретеем.
Аускультацию как диагностический метод впервые применил Рене Лаэннек. Он в 1819 году издал труд под названием: «О посредственной аускультации или распознавании болезней лёгких и сердца, основанном главным образом на этом новом способе исследования». В этом труде настолько рассмотрена и разобрана техника аускультации, что основные принципы применяются и в современной медицине, дано название основным аускультативным феноменам: шумы, хрипы, крепитация и др. Также в этом труде Лаэннек осветил историю открытия стетоскопа.

Я был приглашён в 1816 году на консультацию к одной молодой особе, у которой были общие признаки болезни сердца и у которой прикладывание руки и перкуссия из-за её полноты давали мало данных. Так как возраст и пол больной не позволяли мне воспользоваться непосредственным выслушиванием, то я вспомнил хорошо известный акустический феномен: если приложить ухо к концу палки, то очень отчётливо слышен булавочный укол, сделанный на другом конце. Я подумал, что, может быть, возможно использовать в данном случае это свойство тел. Я взял тетрадь бумаги и, сильно скрутив её, сделал из неё трубку. Один конец трубки я приложил к области сердца больной, а к другому концу приложил своё ухо, и я был так же поражён, как и удовлетворён, услышав биения сердца гораздо более ясные и отчётливые, чем я когда-либо наблюдал это при непосредственном приложении уха. Я тогда же предположил, что этот способ может стать полезным и применимым методом не только для изучения биений сердца, но также и для изучения всех движений, могущих вызвать шум в грудной полости, и, следовательно, для исследования дыхания, голоса, хрипов и, может быть, даже колебаний жидкости, скопившейся в полостях плевры или перикарда.

Николай Сергеевич Коротков в 1905 году открыл метод измерения давления с помощью аускультации. В отечественной медицине проблемами аускультации также занимались П. А. Чаруковский, М. Я. Мудров, Г. И. Сокольский. Последний в работах «Об исследовании болезней слухом и стетоскопом» и «Учение о грудных болезнях» описал аускультацию при пороках сердца и заболеваниях органов дыхания.
Также изучением, систематизацией и созданием фонотеки шумов сердца занимался выдающийся советский терапевт И. А. Кассирский совместно с сыном Г. И. Кассирским.

Звуковая симптоматика приобретённых пороков сердца

Проблемой стереоаускультации занималась клиника Мешалкина в 1960—1970-х годах. В 2004 г. А. О. Михайлин запатентовал бинауральную синхронную аускультацию.

## Аускультация в педиатрии
При аускультации осуществляется прослушивание шумов возникающих при дыхании в подмышечной впадине, и затем в верхушечной и средней долях. Отсутствие звуков дыхания может свидетельствовать об угрожающей ситуации. Шумы возникающие при дыхании у ребёнка хорошо прослушиваются поскольку стенка грудной клетки тонкая. Обычно должны прослушиваться шумы возникающие при прохождении воздуха в верхних долях при прослушивании лёгкого. Аномальные звуки возникают вследствие завихрений воздуха проходящего через зауженные дыхательные пути. Природа звуков зависит от расположения зауженного участка дыхательных путей. Булькающий, журчащий звук, храп стридор исходят из верхних дыхательных путей. Хрип, сухой хрип, свистящее дыхание происходят из нижних дыхательных путей. Хрюкающий звук является следствием вихревых потоков из-за частично закрытой голосовой щели.

## Общие правила аускультации
- Врач должен использовать тот стетоскоп, которым он постоянно пользуется, иначе возможна неправильная интерпретация звуков[2].
- Аускультация проводится в тёплом (t=20—24 °C) и тихом кабинете[3].
- Холодная головка стетоскопа предварительно разогревается рукой медработника.
- Основное положение пациента — стоя.
- Пациент снимает всю одежду выше пояса.
- При значительной волосистости мест прикладывания стетоскопа, их смачивают водой, либо сбривают[3].
- Врач занимает удобное для него положение.
- Головка стетоскопа удерживается двумя-тремя пальцами и плотно, всей окружностью мембраны или воронки, но без излишнего нажима, прикладывается к телу пациента.
- Врач может придерживать пациента рукой на противоположной, от места прикладывания стетоскопа, стороне грудной клетки[4].

## Аускультативные звуки в медицине и ветеринарии
- Сфигмоманометрия методом Короткова
- Тоны и шумы сердца[англ.][5][6][7][8]
  - Эмбриокардия[англ.][9]
  - Фонокардиография
- Сосудистые шумы[англ.][10]
- Дыхательные шумы[англ.][11][12] (физиологические: везикулярное дыхание[13], бронхиальное дыхание[14]; патологические: амфорическое дыхание[15], саккадированное дыхание[16], бронхофония и пекторилоквия[англ.][17], хрипы, крепитация, шум трения плевры[англ.])
- Перистальтические шумы[англ.]
- Глотательные шумы[18]
- Фонометрия[19]